# Sylwia Bogacka
Sylwia Katarzyna Bogacka, född 3 oktober 1981 i Jelenia Góra, är en polsk sportskytt.
Bogacka blev olympisk silvermedaljör i luftgevär vid sommarspelen 2012 i London.